# Trioza grandipennis
Trioza grandipennis är en insektsart som beskrevs av Leonard D. Tuthill 1944. Trioza grandipennis ingår i släktet Trioza och familjen spetsbladloppor. Inga underarter finns listade i Catalogue of Life.